# Le Petit Cheval
Ne doit pas être confondu avec Le Petit Cheval bossu.
Pistes de La Mauvaise Réputation
Le Parapluie Le Fossoyeur
Le Petit Cheval est une chanson de Georges Brassens sortie en 1952. Il s'agit d'une mise en musique d'un poème de Paul Fort dénommé La Complainte du petit cheval blanc.

## Historique et caractéristiques
Le texte est tiré d'un poème de Paul Fort (1872-1960), paru en 1910 dans le recueil Ballades du beau hasard (également dénommé Ballades françaises).
À l'origine, ce court poème est composé de six quatrains. Il relate la vie et la mort d'un petit cheval courageux dans un paysage désolé, où seul le mauvais temps semble exister et qui lui sera fatal.

## Distribution
La chanson est en troisième position du premier 33 tours 25 cm du chanteur Georges Brassens, sorti en 1953 ou 1954 sous le titre Georges Brassens chante les chansons poétiques. Il a par la suite souvent été identifié par le titre de sa première chanson.

## Analyse

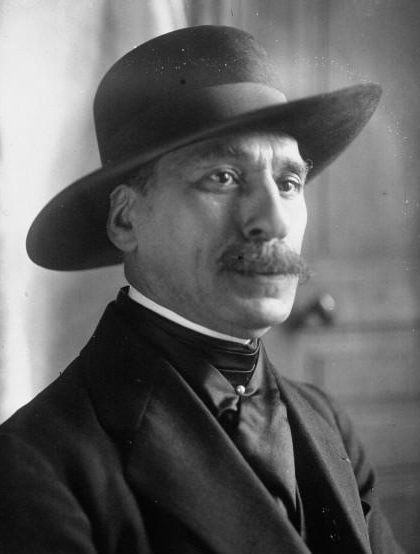
Paul Fort

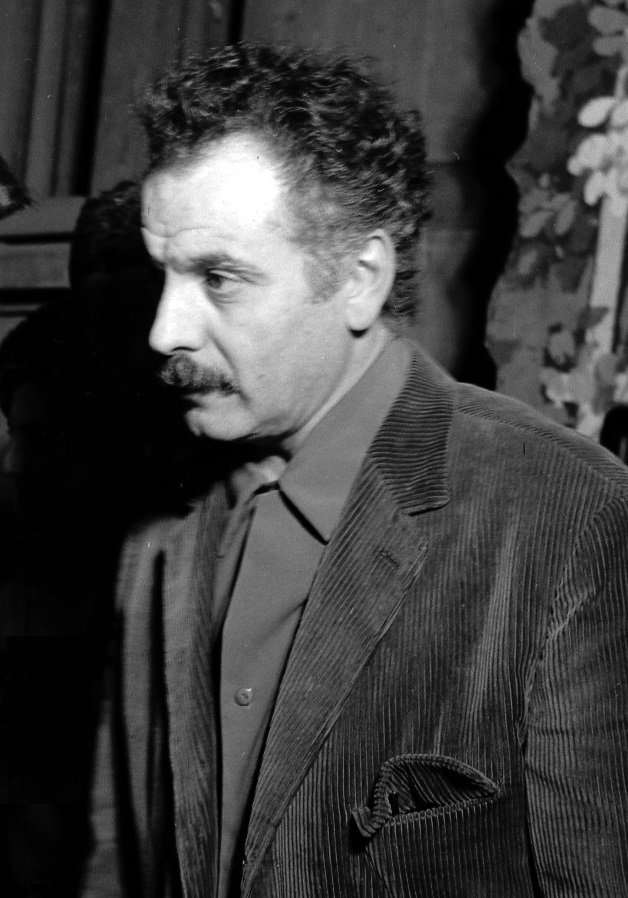
G. Brassens

Le poème se présente comme une allégorie, le but de l'auteur étant d'évoquer une réflexion sur la mort qui frappe les hommes toujours trop tôt, alors qu’il reste encore du temps pour vivre.
« Il est mort sans voir le beau temps

Qu'il avait donc du courage !

Il est mort sans voir le printemps »
Le thème de la mort est également présent dans l’œuvre de Georges Brassens. La musique et l’accompagnement composés par le compositeur présentent au niveau du rythme le trot du cheval.
Dans sa chanson « Le petit cheval », Georges Brassens est censé reprendre le poème de Paul Fort, mais il a transformé les quatrains du poète en sixains. La versification de ces couplets retravaillés par Brassens est, cependant, encore plus éloignée de la tradition littéraire que ne l’était celle de Paul Fort.

## Reprise et Postérité
Le petit cheval a été réenregistré par la chanteuse Claire D'Asta et distribué en 45 tours (label Philips, distribué en 1983), où elle figure sur la face A.
Premier succès de Georges Brassens à ne pas subir les foudres de la censure, Le petit cheval est devenu très populaire en France, notamment dans les classes de primaires, où elle était souvent reprise par les enseignants, qui la faisaient apprendre aux élèves de CM1 et de CM2.